# Emmanuel Perea
Emmanuel Perea (8 de abril de 1985; Tucumán, Argentina) es un exfutbolista argentino jugaba de volante y su último club fue San Lorenzo de Alem.

## Trayectoria
Pasó por varias ligas regionales, ha obtenido dos ascensos consecutivos en Argentina con Almirante Brown y San Martín de Tucumán donde fue pieza clave en el mediocampo.
El 2008 llegó a Santiago Wanderers de Chile a préstamo para enfrentar el Torneo de Primera B del fútbol chileno.
Finalizado terminó su préstamo en Santiago Wanderers y el equipo no hizo uso de su opción por lo cual se fichó para jugar en All Boys.
Para la última Fecha del Torneo Clausura 2012 convirtió 3 goles jugando de local ante Boca Juniors, partido en el cual el conjunto visitante se presentaba en el Estadio Islas Malvinas por primera vez en su historia. Para este partido las dos instituciones utilizaron la mayoría de jugadores suplentes. El partido finalizó 3 a 1.
Para el inicio del Torneo Inicial 2012 San Lorenzo de Almagro quiso contratar al volante que se ganó la titularidad en el equipo de Floresta. Pero finalmente siguió en All Boys.
El 4 de agosto de 2017 firmó contrato con el Club Almagro Solamente ha llegado a disputar tres temporadas en la máxima categoría del fútbol nacional en el profesionalismo. Sus logros más importantes los obtuvo en el campeonato 1937 de la Primera B, tras salir campeón de dicha categoría, y en las temporadas 1999/00 donde venció en la promoción a Instituto y en el 2003/04 de la Primera B Nacional, en la final por el segundo ascenso a Huracán de Tres Arroyos, dichos logros le otorgaron el ascenso a la Primera División.

## Clubes
| Club                                    | País      | Año       |
| --------------------------------------- | --------- | --------- |
| All Boys (Tucumán)                      | Argentina | 2003-2004 |
| Villa Paulina (Frías)                   | Argentina | 2004      |
| General Güemes (Rosario de La Frontera) | Argentina | 2006      |
| Almirante Brown                         | Argentina | 2006-2007 |
| San Martín (Tucumán)                    | Argentina | 2007-2008 |
| Santiago Wanderers                      | Chile     | 2008      |
| All Boys                                | Argentina | 2009-2013 |
| Junior de Barranquilla                  | Colombia  | 2013      |
| Boca Unidos                             | Argentina | 2014      |
| All Boys                                | Argentina | 2015      |
| San Jorge (Tucumán)                     | Argentina | 2016      |
| San Lorenzo de Alem                     | Argentina | 2016-2017 |
| Almagro                                 | Argentina | 2017-2018 |
| San Lorenzo de Alem                     | Argentina | 2018-2019 |

## Logros

### Torneos Nacionales
| Título                     | Club                 | País      | Año  |
| -------------------------- | -------------------- | --------- | ---- |
| Primera B Metropolitana    | Almirante Brown      | Argentina | 2007 |
| Primera "B" Nacional       | San Martín (Tucumán) | Argentina | 2008 |
| Ascenso a Primera División | All Boys             | Argentina | 2010 |